# Rojda Felat
Rojda Felat (n. 1980) este o kurdă siriană care exercită funcția de comandant suprem a Unităților Feminine de Apărare (YPJ) și Forțelor Democratice Siriene (FDS) și care, începând din anul 2013, este implicată în războiul împotriva Statului Islamic. Feministă revoluționară, Rojdei Felat și-a declarat ca scop transformarea socială în Orientul Mijlociu prin intermediul YPJ, „eliberând femeia kurdă și femeia siriană în general de constrângerile și controlul societății tradiționale, precum și eliberarea întregii Sirii de terorism și tiranie”.

## Biografie
Deoarece Rojda Felat a dezvăluit puține lucruri despre viața ei, biografia sa dinainte de înrolare este complet necunoscută; chiar și vârsta ei este disputată. Din acest motiv, publicația T-Online a mers până acolo încât a descris-o drept „misterioasă”. Se consideră în general că ar avea peste 30 de ani, iar agenția turcă de știri Jihan News a afirmat că ar fi născută în 1980, la Al-Hasaka. Ulterior, alte agenții de media au preluat și repetat această informație. Totuși, pe internet au circulat diverse afirmații conform cărora Felat s-a născut în 1962, 1966 sau 1968, iar o agenție de știri a pretins că este originară din orașul turcesc Batman. Această afirmație a fost totuși negată de un asociat apropiat al Rojdei Felat, care a declarat pentru T-Online că ea este cu siguranță kurdă din Siria.

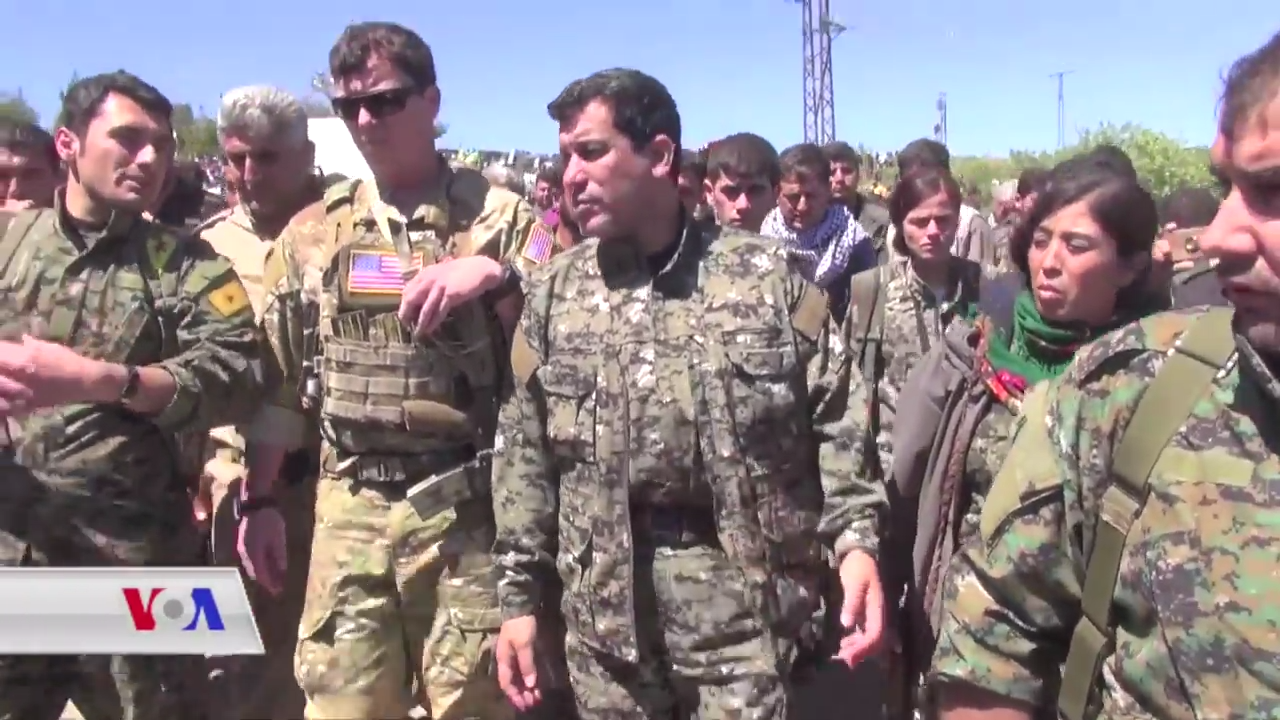
Felat (dreapta) cu oficiali YPG și americani la locul bombardamentelor turce din aprilie 2017 în Guvernoratul Al-Hasaka.

Felat s-a alăturat YPJ în 2013 și a urcat de atunci în ierarhie, remarcându-se drept unul din cei mai importanți comandanți ai miliției kurde. În ciuda acestui fapt, activitățile ei dinainte de 2016 sunt în general necunoscute, acționând probabil sub acoperire. Felat se consideră o feministă radicală ce luptă pentru reforme sociale în Siria, care ar îmbunătăți drepturile și viața femeilor de toate etniile. Ea este o critică a capitalismului, considerând că „sistemul capitalist ne vede [pe femei în general] ca obiecte”. În calitate de lider militar, Felat este inspirată de Otto von Bismarck, Napoleon, Saladin, precum și de Arin Markin, o luptătoare kurdă care a preferat să se sinucidă în timpul asediul orașului Kobanî decât să fie capturată de militanții Statului Islamic. În ce privește abilitățile militare ale femeilor din subordinea ei, Felat a comentat că „adesea, în treburile militare, oamenii privesc femeile cu condescendență, afirmând că sunt prea delicate, că noi nu am îndrăzni să purtăm un cuțit sau o armă. Dar puteți vedea că în YPJ putem opera o dușka, știm să folosim mortierele și putem executa operațiuni de deminare”.
Felat a luat parte la capturarea orașului Tell Hamis în timpul ofensivei de la est de al-Hasaka, la ofensiva Tell Abyad și la ofensiva Al-Shaddadi. În mai 2016, ea a condus o primă ofensivă la nord de Raqqa, capitala de facto a Statului Islamic, având în subordine 15.000 de luptători. Forțele ei au capturat 23 de sate, deși în final ofensiva a stagnat, deoarece FDS și-au relocat luptătorii în ofensiva împotriva orașului Manbij, la care Rojda Felat a luat de asemenea parte. La mijlocul anului 2016, un atentator sinucigaș al Statului Islamic a ucis 22 de membri ai familiei ei aflați la o nuntă în Al-Hasaka.
În noiembrie 2016, FDS au lansat o nouă campanie pentru a captura Raqqa, cu Felat la conducerea operațiunilor la nord de oraș. De această dată, trupele aflate în subordinea Rojdei Felat și-au atins obiectivele, după care atenția FDS s-a îndreptat spre barajul Tabqa și zonele înconjurătoare. Acestea au fost ținta celei de-a doua faze a ofensivei Raqqa, care a început pe 10 decembrie și în timpul căreia Felat a fost desemnată comandant al trupelor YPJ implicate. În fazele ulterioare ale campaniei pentru eliberarea orașului Raqqa, Felat a continuat să fie unul din cei mai importanți comandanți YPJ și a luat parte la operațiunea de capturare a barajului Tabqa, a bazei aeriene Tabqa și a orașului al-Thawrah de la Statul Islamic.
Pe 25 aprilie 2017, Felat a vizitat locul puternicelor bombardamente turcești împotriva YPG de lângă al-Malikiya, împreună cu oficiali YPG și americani.